# مارك أندريه باريولت
مارك أندريه باريولت (بالإنجليزية: Marc-André Barriault؛ مواليد 18 فبراير 1990) هو مُقاتل فنون قتالية مختلطة كندي.

## وصلات خارجية
- مارك أندريه باريولت على موقع يو إف سي (الإنجليزية)
- مارك أندريه باريولت على موقع شيردوغ (الإنجليزية)
- مارك أندريه باريولت على موقع Tapology.com (الإنجليزية)